# 나카카와소에촌
나카카와소에촌(中川副村)은 사가현 사가군에 있던 촌이다.

## 역사
- 1889년 4월 1일 - 정촌제 시행에 의해 사가군 나카카와소에촌이 성립하였다.
- 1955년 4월 1일 - 미나미카와소에정, 오다쿠마촌과 합병, 가와소에정이 신설해 폐지되었다.

## 참고문헌
- 角川日本地名大辞典 41 佐賀県
- 『市町村名変遷辞典』東京堂出版、1990年。